# BBVA Bancomer
BBVA Bancomer er Mexicos største finansinstitution som står for omtrent 20 % af markedet når det gælder indskud. Banken blev etableret i 1932 under navnet Banco de Comercio (Bancomer). Banken har omtrent 15,7 millioner kunder, og den spanske bank BBVA har siden 2000 været hovedaktionær.